# Deininger & Renner
Deininger & Renner ist eine Orgelbaufirma in Wassertrüdingen. Sie wurde 1964 von  Albrecht Deininger und Manfred Renner gegründet. Seit 1996 ist Orgelbaumeister Stefan Hasselt Geschäftsführer. Die Werkliste umfasst mehr als 100 Neubauten und zahlreiche Restaurierungen.

## Geschichte
Die Firmengründer Albrecht Deininger (* 1927 in Rummelsberg) und Manfred Renner (* 1937 in Oettingen i.Bay.)
haben beide ihre Orgelbaulehre bei G. F. Steinmeyer & Co. in Oettingen absolviert und anschließend noch einige Jahre bei der Firma gearbeitet. 1964 machten sie sich selbständig und übernahmen die stillgelegte Werkstatt der Orgelbaufirma Sieber in Holzkirchen/Ries. Im Jahr 1973 wurde der Betrieb nach Oettingen verlegt, wo ein Werkstattneubau mit mehr Platz errichtet wurde. 1996 übernahm Orgelbaumeister Stefan Hasselt die Geschäftsleitung. Seit 2006 wird in der neuen Werkstätte in Wassertrüdingen gearbeitet. Bis heute wurden weit über 100 neue Orgeln erbaut und zahlreiche Orgeln restauriert.

## Werkliste (Auswahl)
| Jahr | Ort                    | Gebäude                               | Bild | Manuale | Register | Bemerkungen                                               |
| ---- | ---------------------- | ------------------------------------- | ---- | ------- | -------- | --------------------------------------------------------- |
| 1969 | Hof-Krötenbruck        | Dreieinigkeitskirche                  |      | II/P    | 18       | Opus 5; umdisponiert/erweitert auf II/P/23 → Orgel        |
| 1970 | Atzenbach              | Kapelle St. Maria Frieden Pfaffenberg |      | I       | 5        | → Orgel                                                   |
| 1973 | Osternohe              | Dreifaltigkeitskirche                 |      | II/P    | 12       | → Orgel                                                   |
| 1974 | Orgelzentrum Valley    |                                       |      | I/P     | 8        | Reise-Orgel von Karl Richter                              |
| 1974 | Bayreuth               | St. Johannis                          |      | II/P    | 19       |                                                           |
| 1975 | Nördlingen             | St. Josef                             |      | II/P    | 22       |                                                           |
| 1975 | München-Obersendling   | Passionskirche                        |      | II/P    | 16       | → Orgel                                                   |
| 1978 | Köditz                 | Leonhardskirche                       |      | II/P    | 17       | → Orgel                                                   |
| 1979 | Amberg                 | Auferstehungskirche Ammersricht       |      | II/P    | 12       |                                                           |
| 1979 | Bopfingen              | St. Josef                             |      | II/P    | 25       | → Orgel                                                   |
| 1980 | Schönbrunn (Wunsiedel) | Pfarrkirche St. Peter                 |      | I/P     | 11       |                                                           |
| 1981 | Coburg-Seidmannsdorf   | Pfarrkirche Unserer Lieben Frau       |      | II/P    | 16       |                                                           |
| 1981 | Hof-Moschendorf        | Auferstehungskirche                   |      | II/P    | 16       | unter Verwendung von Registern der Vorgängerorgel → Orgel |
| 1981 | Langenzenn             | Trinitatiskirche                      |      | II/P    | 27       | hinter hist. Prospekt von J. C. Wiegleb                   |
| 1983 | Bühl i.Ries            | St. Maria                             |      | II/P    | 13       |                                                           |
| 1983 | Gröbenzell             | Zachäuskirche                         |      | I/P     | 11       |                                                           |
| 1987 | Wulfertshausen         | St. Radegundis                        |      | III/P   | 31       |                                                           |
| 1994 | Kalbensteinberg        | Rieterkirche                          |      | II/P    | 19       | → Orgel                                                   |
| 1998 | Rosenberg              | St. Johannes                          |      | II/P    | 18       | Prospekt von Andreas Weiß (um 1800)                       |
| 2004 | Gersthofen             | Bekenntniskirche                      |      | II/P    | 14       |                                                           |